# Orthocis abyssinicus
Orthocis abyssinicus là một loài bọ cánh cứng trong họ Ciidae. Loài này được Guérin-Méneville miêu tả khoa học năm 1847.